# 高橋紹運
高橋 紹運（たかはし じょううん）は、戦国時代から安土桃山時代にかけての武将。豊後大友氏の家臣。吉弘鑑理の子で、立花宗茂の実父にあたる。
紹運は法名であり、初めは吉弘 鎮理（よしひろ しげまさ / しげただ）、のちに大友宗麟の命令で筑後高橋氏の名跡を継ぎ、高橋 鎮種（たかはし しげたね）と称した。

## 生涯

### 高橋家相続
天文17年（1548年）、大友義鑑の重臣・吉弘鑑理の次男として豊後国筧城に生まれる。義鑑の子・大友義鎮（のちの宗麟）と父・鑑理から1字ずつ賜り鎮理と名乗る。初陣は13歳で永禄4年（1561年）の第四次門司城の戦いと考えられている。永禄10年（1567年）、大友氏の家臣であった高橋鑑種が豊前国・筑前国・肥前国の国人と連携して謀反を起こした際、父・鑑理や兄・吉弘鎮信と共に出陣して武功を挙げた。
永禄11年（1568年）、立花鑑載討伐の時、ある夜襲の作戦で兵士を励むために、自分の握飯を食べて配下たちにも与え食べさせ、士気を上げたという。
永禄12年（1569年）に大友義鎮（宗麟）の命により高橋氏の岩屋城と宝満城の2城を継ぎ、名を鎮種と改めた。以降は北九州の軍権を任されていた立花道雪と共に筑前国を支配することとなる。

### 北九州各地を転戦
天正6年（1578年）耳川の戦いで大友氏は薩摩国の島津氏に大敗を喫する。この大敗により兄・吉弘鎮信、義兄・斎藤鎮実、大友氏重臣の角隈石宗、佐伯惟教、田北鎮周など多数の有力武将が戦死。肥前国の龍造寺氏や筑後国の筑紫広門、筑前国の秋月種実らが大友領への侵攻を開始した。同年、鎮種は剃髮して紹運と号している。
その後、紹運含む大友の筑前五城将（道雪、紹運と鷲ヶ嶽城主・大津留鎮正、大津留鎮忠、荒平城(安楽平城)主・小田部鎮元、柑子岳城主先後に臼杵鎮続、木付鑑実）と共に筑前において数年間、秋月種実・筑紫広門・原田隆種・田原鑑尚、龍造寺隆信、宗像氏貞、麻生元重、杉連並、問註所鑑景など筑前、筑後、肥前諸勢力に対して数々の戦を繰り返した。その戦いの一覧は以下の通りである。
天正9年（1581年）、男子のいない道雪の度重なる要請により、嫡男・統虎を道雪の娘・誾千代の婿養子とした。これにより高橋家は次男・高橋統増が継ぐこととなる。

### 筑後遠征
天正12年（1584年）の沖田畷の戦いで龍造寺氏が敗北すると、大友氏は失地回復の好機と見て3月、豊後国の大友軍は黒木家永の筑後猫尾城を攻撃したが、城方の奮戦や龍造寺方の援軍・土肥家実（土肥出雲守）を前に戦線は膠着した。8月18日、道雪と紹運は大友義統の出兵要請を受け、両家合わせておよそ5,000の兵で出陣し、山険難所を越え、鉄砲隊で埋伏していた秋月、筑紫、草野、星野連合軍を蹴散らし（田主丸町・片瀬、恵利渡口・石垣表の戦い）、1日で筑前から筑後まで15里（約60キロ）の行程を走って、8月19日夕方、猫尾城の支城・高牟礼城下に到着した。20日に道雪はさっそく城将・椿原氏部を調略し、24日に高牟礼城は開城降服して、土肥家実も城から佐賀へ戻った。つづいて犬尾城の川崎重高（河崎鎮堯）も降り、25日には川崎の大籠山に陣替えしたが、筑後高良山座主・丹波良寛や大祝保真、宗崎孝直、甘木家長、稲員安守らも大友軍に加わった。
28日には道雪一族の立花鎮実（戸次右衛門大夫）を将として800の別働隊を率いて坂東寺に入り城島城を攻めた。立花勢は鎮実以下、竹迫鑑種（竹迫日向守）と安倍親常（安倍六弥太）が勇戦して数人を討ち取って城の外郭を壊したが、城主西牟田氏の率いる300城兵の激しい抵抗に遭って100余りの死傷者を出した。
道雪と紹運の本隊は酒見・榎津・小保などの集落を焼き払って、折地、古島、水田を経て柳川の城下町に至った。城主の龍造寺家晴が籠城に徹したことで、両将は城下町を焼いた後、軍勢を転じて高良山にいた大友諸将と軍議をひらいて猫尾城の総攻撃を決めて、9月1日（一説には5日）に落城させて黒木家永は自害した。
9月8日から11日まで、蒲池鎮運の山下城や谷川城、辺春城、兼松城、山崎城など筑後諸城を降伏・攻落した。この間の9日に柳川城周辺に小競合いがあり、10日に上瀬高・下瀬高・鷹尾村を焼き払った。そしてもう一度坂東寺に陣を取り、豊後大友軍の総大将・田原親家と軍議して三潴郡の西牟田村・酒見村・榎津近辺数百の民家を焼き払い、山門郡内の龍造寺方の諸城を攻めて城主・田尻鑑種が不在であった鷹尾城も占領した。
次に筑後最大の処点・柳川城の攻略を始めようとしたが、この城は九州有数の難攻の水城であり、その支城、百武賢兼の妻・圓久尼が鎮守する蒲船津・百武城も同じ水路が入りくみ沼地が自然の要害となっていた難攻の城で攻略の進展ができなかった。そのため、10月3日には筑後高良山座主・丹波良寛の勧めもあって、高良山に引揚げ、10月4日、両軍は草野鎮永の竹井城を進攻しこの城を焼却した。28日、発心岳城に逃げ込んだ草野を追撃したが、天険を利用して築いたこの城は容易く落ちることができないので、兵を転じて星野吉実の鷹取城・星野城(山ノ中城)・福丸城、そして11月14日に問註所康純の井上城を攻めて牽制する、さらに秋月領の甘木、甘水辺りまで焼き討ちした後、もう一度三潴郡の諸城を掃討した。その際、田原親家と秋月軍との戦いは敗れたので、道雪と紹運は高良山に戻って朽網鑑康、志賀親守らと合流し、高良山を中心に筑後川に沿った柳坂から北野に布陣したまま、年の越えを迎える。
天正13年（1585年）2月上旬から4月23日まで龍造寺政家・龍造寺家晴・鍋島直茂・江上家種・後藤家信・筑紫広門・波多親・草野鎮永・星野吉実・秋月種実・問註所鑑景・城井鎮房、長野種信、千手氏など肥前、筑前、筑後、豊前連合軍およそ30,000余の大軍と小森野、十三部、千本杉、祇園原など（総じて筒川合戦や久留米合戦） で数々の激戦があったが、道雪と紹運、鑑康、良寬ら大友軍は9,800の劣勢ながら、兵法・戦術や兵器・陣形を活用してしばしば局地戦で敵大軍を撃破し、討ち取った雑兵数百及び兜首計約四百七十の戦果を挙げたが、龍造寺側に決定的な打撃を与えることができなかった。
天正13年（1585年）9月、道雪が病没。これを好機と見た筑紫広門に宝満城を奪取されたため、紹運は筑後遠征を中止して宝満城を奪回する。のちに広門と和睦し、広門の娘・加袮を次男・統増の正室に迎えた。

### 岩屋城の戦い
天正14年（1586年）、島津氏が大友氏を滅ぼすべく岩屋城・宝満山城のある太宰府まで北上。紹運は防御の薄い岩屋城にておよそ763名と共に迎撃、島津軍の降伏勧告を拒絶し、半月に及ぶ戦い（岩屋城の戦い）の末、敵兵多数を道連れにし玉砕。岩屋城は陥落した。享年39。
激戦の様子について、
- 『筑前続風土記』には「終日終夜、鉄砲の音やむ時なく、士卒のおめき叫ぶ声、大地もひびくばかりなり。城中にはここを死場所と定めたれば、攻め口を一足も引退らず、命を限りに防ぎ戦ふ。殊に鉄砲の上手多かりければ、寄せ手楯に遁れ、竹把を付ける者共打ち殺さる事おびただし」
- 『北肥戦記』には「合戦数度に及びしかども、当城は究竟の要害といい、城主は無双の大将といい、城中僅かの小勢にて五万の寄せ手に対し、更に優劣なかりけり」
- 『西藩野史』には「紹運雄略絶倫、兵をあげて撃ち出し、薩軍破ること数回、殺傷甚だ多し」

などと記されている。
紹運は度々の降伏勧告を拒絶し玉砕したというのが通説だが、当時の島津の記録である『上井覚兼日記』天正14年7月26日条において、紹運が笠の陣まで出向き退城しないことを条件に講和を持ちかけたとの記録も存在する。

### 墓所、死後
墓所は家臣・藤内重勝が開いた福岡県太宰府市の西正寺、岩屋城二の丸跡の高橋紹運墓、子の柳河藩初代藩主・立花宗茂が建立した福岡県柳川市の天叟寺と孫の三池藩初代藩主・立花種次が建立した福岡県大牟田市の紹運寺。
子孫の三池藩六代藩主立花種周と七代藩主立花種善は、文化二年（1805年）奥州伊達郡下手渡村（福島県伊達市）に移封となり、天保6年(1835年）種善の長男・下手渡藩二代藩主立花種温の代に紹運の義烈を顕彰すべく、7月5日には紹運に性海霊神の神号が贈神されて神祇伯に請いて三笠神社が創建された。明治維新により三池復封となり明治3年遷座、明治4年縣社に列せられ明治16年火事により明治29年8月現在地に遷座された。以後三笠神社は郷土の発展とともに武勇の神をまつる神社として広く尊崇されている。

## 人物・逸話
- 度量寛大にして、高義真実の士なり、此人こそ英雄なるべし[211]。
- 「文武に通じ徳智謀達し、諸人に情深く忠賞も時宜に応じ私欲は無く、古今稀なる名将であり」、数百人の侍が岩屋城で共に戦死した理由がそこにあると記し、また紹運の人となりを義に於き「義に生き義兵を以て義に死んだ。家中の勇も仁義の勇である。」、「賢徳の相有りて、衆に異る。器量の仁にてましませば」[212]。
- 立花道雪と並んで、風神・雷神と称される（風神が高橋紹運、雷神が立花道雪）。
- 「紹運　平生情深かりし故　且は其の忠義に感化せし故　一人も節義うしなわざるべし」[213]と評価される。
- ルイス・フロイスは本国宛の報告書で、紹運を「希代の名将」と絶賛した。
- 斎藤鎮実の妹（一説には娘ともいわれる）・宋雲院との結婚が決まっていたが、度重なる戦で婚儀が延び、その間に鎮実の妹は疱瘡を罹い、容貌が悪くなってしまった。鎮実は破談を申し出たが、紹運は「私は彼女の容姿に惚れて婚約を決めたのではない、心の優しさなど内面に惹かれて婚約を決めたのだから、容姿が変わろうとも問題はない」と、そのまま正妻として迎え、二男四女を儲けた[214]。紹運の菩提寺である柳川市天叟寺に祀られている紹運の位牌は現在、宋雲院との比翼の位牌となっており、墓所も夫婦合葬されている。
- 長男の統虎の婿入りの際、紹運は統虎に対し「道雪殿を実の父と思って慕うように」と言い聞かせた。また、備前長光[215][216]を与え「道雪殿とわしが争うことになったならこれでわしを討て」と訓戒したといわれている[217][218]。
- 愛用の太刀は仁王三郎清綱、のちに次子・統増に譲った[219]。
- 耳川の戦いでの大敗を機に、前当主・高橋鑑種の頃からの筆頭家老・北原鎮久は紹運に大友氏を見限るよう説得したが、紹運はそれを拒絶した。秋月種実はこれに目をつけ鎮久を籠絡し、主君・紹運を放逐させるよう画策したが、企みは紹運に露見し失敗。鎮久は岩屋城に登城するところを誅殺された[58]。その後紹運は、経緯を知らない鎮久の子・北原種興に誅殺の仔細を説明し、種興を不問に付して遺領を継ぐことを認めた。一方、秋月種実は鎮久の内応確約を受け取り、内田彦五郎に命じ岩屋城を奪うべく300名ほどの軍勢を派遣するが、この内応確約は紹運と示し合わせた種興の策略であり、紹運率いる軍勢に待ち伏せされて内田は戦死、軍勢も生きて帰れたのは30余名ほどだったと言われる（龍ヶ城夜襲戦と血風奈須美の陣[90][91][92]）[220]。汚名を雪いだ北原種興はその後、高橋家の重臣として用いられることとなった。
- 秋月氏、筑紫氏、原田氏ら周辺の反大友勢力と常に数の上では劣勢となる戦いを強いられたが、敵陣に援軍到着の虚報を流し、退路に見せかけの援軍の旗を立たせて混乱を誘うなど、武勇だけではなく、智将としての活躍も伝えられている（柴田川の戦い[23][24][25][26]や血風奈須美の陣[95][92]）。
- 岩屋城の戦いの最中、島津方の武将・新納忠元が城方に矢止めを請い「なぜ仏法を軽んじ、キリスト教に狂い人心を惑わす非道の大友氏に尽くされるのか。貴殿の武功は十分証明されました。降伏されたし」と問いかけた時、紹運は中櫓の上から「主家が隆盛しているときは忠勤に励み、功名を競う者あろうとも、主家が衰えたときには一命を掛けて尽くそうとする者は稀である。貴方自身も島津の家が衰退したとき主家を捨てて命を惜しむのか。武家に生まれた者として恩・仁義を忘れるものは鳥獣以下である」と応え、敵味方双方から感嘆の声があがったと言われている[221][222][223][224][225]。
- 岩屋城の戦いにおいて、紹運以下全員が玉砕することになるが、島津軍にも戦死傷者3,000人とも言われる甚大な被害を与えた。島津軍は軍備立て直しのため時間がかかり、豊臣軍の九州上陸を許してしまう。紹運らの命を賭した徹底抗戦は結果的に島津軍の九州制覇を打ち砕くことになった。

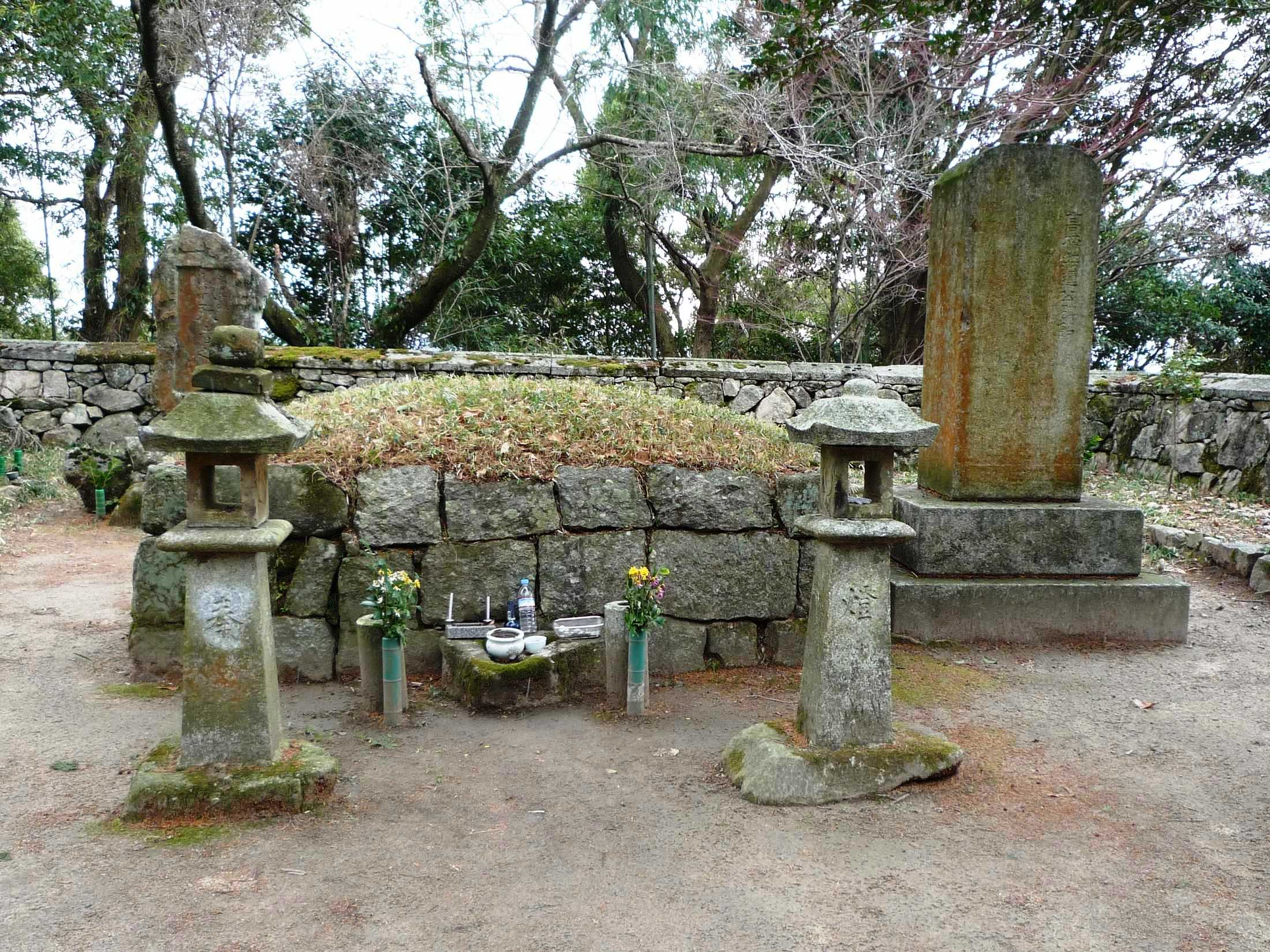
高橋紹運の墓（右）と岩屋城の戦いの戦没者慰霊碑（左奥）［岩屋城二の丸跡］

- 岩屋城落城後、般若坂の高台にて紹運以下の首実検が行われた。攻め手の総大将・島津忠長は床几を離れ地に正座し、「我々は類まれなる名将を殺してしまったものだ。紹運殿は戦神の化身のようであった。その戦功と武勲は今の日本に類はないだろう。彼の友になれたのであれば最高の友になれただろうに」と諸将とともに涙を流し手を合わせたと伝わっている。
- 天正15年（1587年）、豊臣秀吉は薩摩国に入り島津氏を降伏させる。帰途、太宰府の観世音寺（後の山王の社）に立花統虎を呼び、父・高橋紹運の忠節義死を「この乱れた下克上乱世で、紹運ほどの忠勇の士が鎮西（九州）にいたとは思わなかった。紹運こそこの乱世に咲いた華（乱世の華）である」とその死を惜しんだと伝わっている。
- 岩屋城甲の丸跡には、家臣の子孫によって建立された「嗚呼壮烈岩屋城址」の碑がある。
- 岩屋城下に石で築かれた塚がある。この塚は島津軍に金で雇われ、水の手に導いた老婆が落城後、紹運を慕う領民に責められ、生き埋めにされたと伝わっている。
- 紹運以下、高橋家家臣団の命日7月27日には、現在でも縁者による岩屋城戦犠牲者追悼法要が行われている。

## 家臣団
| - 北原鎮久（北原能登守、伊賀守。高橋六宿老筆頭・龍ヶ城主） - 北原種興（北原摂津守、進士兵衛。鎮久の子） - 屋山種速（屋山中務少輔、三介。今村宗嘉の子。高橋六宿老第二座・岩屋城代） - 屋山太郎次郎（種速の子） - 伊藤兵部少輔 - 伊藤惣右衛門（高橋六宿老第三座） - 伊藤貞恒（伊藤源右衛門） - 伊藤八郎 - 伊藤外記 - 福田因幡入道 - 福田民部少輔（高橋六宿老第四座） - 村山志摩守（高橋六宿老第五座） - 村山日向守 - 村山刑部 - 今村宗嘉（今村美作入道、初代五郎兵衛。高橋六宿老第六座） - 今村基秀（二代目今村五郎兵衛。宗嘉の子） - 花田加右衛門 - 三原紹心（三原新五郎親種、右衛門大夫鑑種、和泉守種栄、昌林紹山、和泉入道紹心、紹忍） - 三原宗休（三原右衛門大夫重種、民部少輔宗琢、清右衛門種宗。紹心の子） - 三原種久（三原兵部少輔種連、山城守種徳。宗休の子） | - 有馬伊賀守 - 成富左衛門 - 萩尾治種（萩尾遠江守、大学助麟可、始めは伊東大内蔵繁連。萩尾の歴史） - 萩尾繁種（二代目萩尾大学助。治種の子） - 関善虎（関勘七兵衛） - 関平兵衛（善虎の長男） - 関内記（善虎の次男） - 谷川鎮実（谷川大膳、立心） - 弓削了意（弓削平内） - 藤内重勝（藤内左衛門） - 土岐大隅守 - 荒川隠岐守 - 平井市助 - 太田惟久（太田民部允） - 太田成方（太田久作。惟久の子） - 世戸口政真（瀬戸口十兵衛、紹兵衛） - 竈門鎮意（竈門勘解由允、高橋越前守） - 柴田小左右衛門 |

## 高橋紹運を題材とした作品
- 西津弘美『戦国挽歌 高橋紹運』（叢文社1997年、のち学陽書房人物文庫『高橋紹運 戦国挽歌』改題・2008年）
- 滝口康彦『乱離の風 若き日の立花宗茂』（文藝春秋1981年、のち文春文庫1986年、のち学陽書房人物文庫『立花宗茂と立花道雪』改題・2008年）
- 白石一郎『さいごの一人』（PHP研究所2008年）
- 矢野隆『孤軍』（講談社2017年）